# Schistosoma mansoni
Schistosoma mansoni (von altgriechisch schistos ‚gespalten‘ und soma ‚Körper‘, zweiter Teil des Artnamens nach dem schottischen Parasitologen Patrick Manson) ist ein Pärchenegel, der beim Menschen die Darmform der Schistosomiasis (Syn. Darmbilharziose) verursacht. Er ist der bedeutendste Schistosomiasis-Erreger. Die Weltgesundheitsorganisation ging für 2021 von etwa 251,4 Millionen Menschen aus, die eine vorbeugende Behandlung benötigen. Jährlich sterben schätzungsweise 800.000 Menschen an dieser Krankheit. Der Egel war ursprünglich in Afrika verbreitet und wurde ab dem 16. Jahrhundert mit dem Sklavenhandel auch in den Mittleren Osten, die Karibik, nach Brasilien, Venezuela und Suriname verschleppt und kommt heute dort ebenfalls endemisch vor. Die Schadwirkung für den Menschen geht vor allem von den Eiern aus, die an den Gefäßwänden abgelegt werden. Sie verursachen eine Dickdarmentzündung mit Durchfall und die Entstehung von Polypen.

## Merkmale
Schistosoma mansoni ist ein langer zylindrischer Wurm mit einem ausgeprägten Sexualdimorphismus. Männchen sind weiß, etwa 1 cm lang (0,6–1,1 cm) und haben einen Durchmesser von 0,1 cm. Die äußere Hülle (Membranocalyx) wird kontinuierlich abgeschilfert und erneuert. Die Neodermis ist mit kleinen Höckern besetzt. Die Saugnäpfe tragen kleine Dornen. Der Geschlechtsapparat besteht aus 6 bis 9, rückenseitig angeordneten Hoden. Von jedem geht ein Samenleiter aus. Diese vereinigen sich zu einem einzigen Gang, welcher in das Samenbläschen mündet. Das ebenfalls zylindrische Weibchen ist länger und dünner als das Männchen (1,2 bis 1,6 cm lang und 0,016 cm dick). Es ist durch das bei der Verdauung entstehende Hämozoin im Darmkanal grau gefärbt. Das Ovar ist länglich, leicht gelappt und befindet sich in der vorderen Körperhälfte. Ein kurzer Oviduct führt zum erweiterten Anfangsteil des Uterus, dem Ootyp. Im Uterus befinden sich ein bis zwei Eier (selten 3 bis 4), im Ootyp ist stets nur ein Ei vorhanden. Die Geschlechtsöffnung liegt bauchseitig. Die hinteren zwei Körperdrittel enthalten die Dotterstöcke und ihren gewundenen Ausführungsgang, der sich mit dem Oviduct vereinigt. Die Mehlis-Drüse (Schalendrüse) besteht aus nur einem Zelltyp. Diese Zellen treten durch die Wand des Ootyps, gelangen so in sein Lumen und bilden hier die Eischale. Das Weibchen liegt in einer Rinne im Körper des Männchens und beide sind durch Anhaften der Geschlechtsöffnungen permanent miteinander verbunden.

## Lebenszyklus

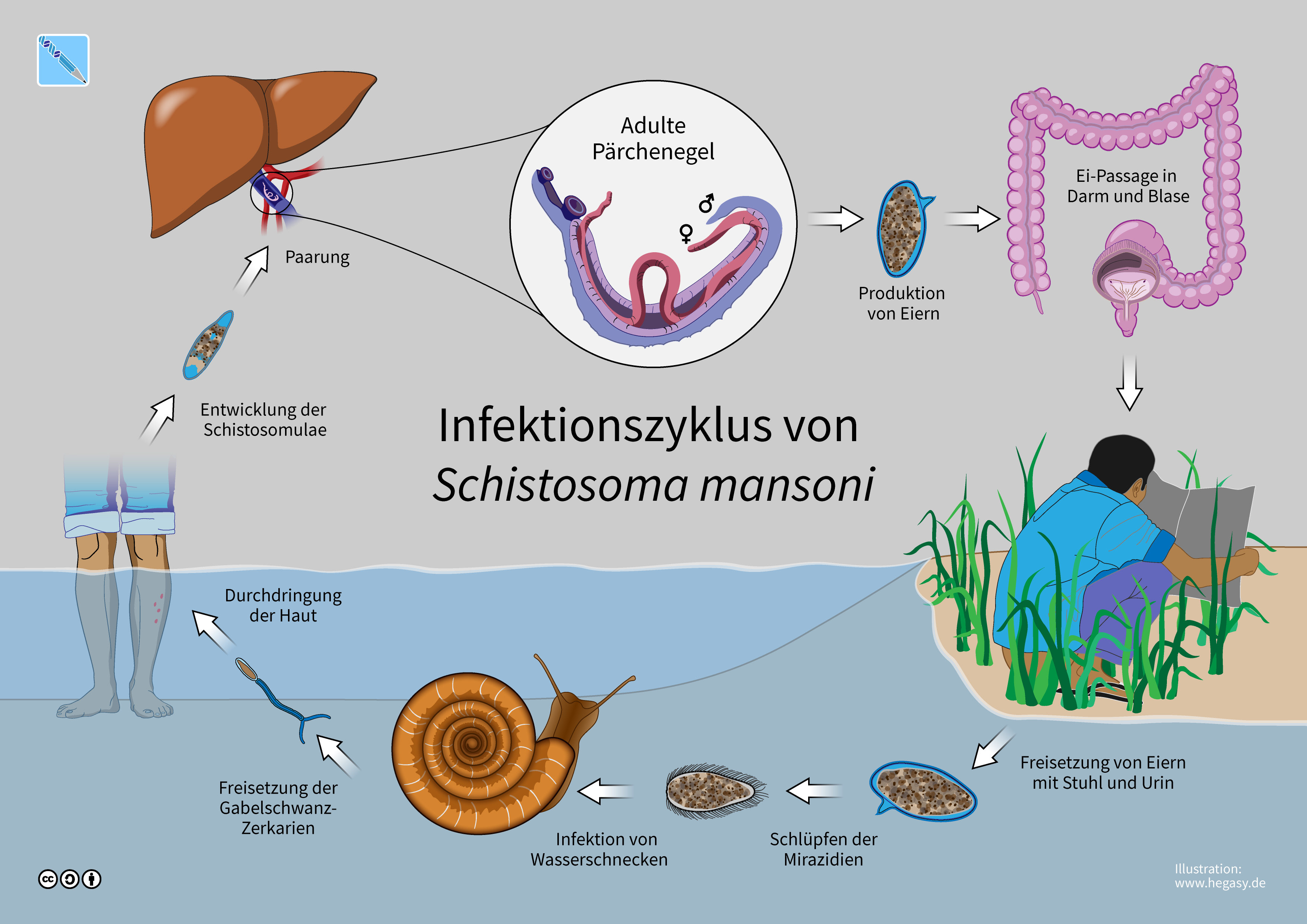
Lebenszyklus von Schistosoma mansoni

Die ovalen Eier sind 115–175 μm × 45–47 μm groß und haben einen Durchmesser von etwa 150 μm. Sie haben an der Seite spitze Dornen. Sie gelangen mit dem Stuhl oder Fäkalien in Gewässer. Hier schlüpfen die 136 × 55 μm großen Wimpernlarven (Miracidien), die auf der Oberfläche mit haarartigen Zilien besetzt sind, mit denen sie sich im Wasser fortbewegen können.
Die Miracidien dringen in im Süßwasser lebende Tellerschnecken der Gattung Biomphalaria ein. Die Wimpernhaut wird im Zwischenwirt nun durch die Neodermis ersetzt. Es entsteht die Muttersporozyste, welche sich mehrmals durch ungeschlechtliche Fortpflanzung vermehrt. Die Tochtersporozysten wandern in Leber und Keimdrüsen der Schnecke und wachsen dort heran. Innerhalb von zwei bis vier Wochen vollziehen sie eine Metamorphose zur Gabelschwanzzerkarie. Die birnenförmige Zerkarie ist 0,24 mm × 0,1 mm groß. Sie verlässt die Schnecke und bewegt sich mit ihrem Ruderschwanz durch das Wasser und sucht aktiv nach einem geeigneten Endwirt. Im Wasser bleiben sie bis zu 12 Stunden infektiös.
Nehmen die Gabelschwanzzerkarien menschliche Haut wahr, heften sie sich an diese an, suchen sich kriechend eine geeignete Pforte (meist ein Haarfollikel) und dringen mit ihren Drüsensekreten durch die Epidermis ein. Der Kopf der Zerkarie wandelt sich in eine endoparasitische Larve um, die Schistosomule. Die Schistosomulen verweilen einige Tage in der Haut und dringen dann über die Lymphgefäße der Haut in den Blutkreislauf ein. Hier ernähren sie sich von Blut. Die Schistosomulen gelangen etwa fünf bis sieben Tage nach der Infektion in die Lungen und von hier über das Herz in das Pfortadersystem. Treffen Weibchen hier auf einen männlichen Partner, reifen sie zu den Adulten und das Paar wandert in die Gekrösevenen des Dickdarms. Hier beginnt das Weibchen mit der Eibildung. Ein Weibchen produziert etwa 300 Eier pro Tag und legt sie an den Endothelzellen der venösen Kapillaren ab. Von hier gelangen die Eier in das Lumen und werden mit dem Kot in die Umgebung abgegeben.

## Forschungsgeschichte
Schistosoma mansoni wurde 1851 vom Arzt Theodor Bilharz während einer Obduktion in den Gekrösevenen eines Jungen im Krankenhaus in Kairo entdeckt. Während einer Expedition in Ägypten 1915 bis 1916 konnte der britische Parasitologe Robert Thomson Leiper den Infektionszyklus aufklären.